# Danh sách giải thưởng và đề cử của Girls' Generation
Nhóm nhạc nữ Hàn Quốc Girls' Generation đã nhận được nhiều giải thưởng và đề cử khác nhau kể từ khi ra mắt vào năm 2007. Họ trở nên nổi tiếng vào năm 2009 với đĩa đơn ăn khách, "Gee", sau này được gọi là "Bài hát của thập kỷ". Trong vòng hai ngày, bài hát đã trở thành bài hát quán quân trên tất cả các bảng xếp hạng âm nhạc và phá vỡ kỷ lục quán quân lâu nhất trên Music Bank với 9 chiến thắng liên tiếp. Sau đó nhóm đã phát hành một số đĩa đơn ăn khách như "Tell Me Your Wish (Genie)" vào năm 2009, "Oh!" vào năm 2010, "The Boys" vào năm 2011, "I Got a Boy" vào năm 2013 và "Lion Heart" vào năm 2015. Nhóm đã trở thành nhóm nhạc nữ đầu tiên giành được cả Daesang đĩa cứng (2010) và Daesang kỹ thuật số (2009) tại Golden Disc Awards, và cũng là nhóm nhạc nữ đầu tiên 3 lần liên tiếp giành được giải Daesang.

## Giải thưởng và đề cử

### Cyworld Digital Music Awards
| Năm  | Đề cử              | Giải thưởng                 | Kết quả   |
| 2007 | Into the New World | Nhóm nhạc mới xuất sắc nhất | Đoạt giải |
| 2009 | "Gee"              | Ca khúc của tháng một       | Đoạt giải |
| 2009 | "Gee"              | Bonsang                     | Đoạt giải |

### Golden Disk Awards
| Năm  | Đề cử                | Giải thưởng                      | Kết quả   |
| 2007 | Girls' Generation    | Nghệ sĩ được yêu mến             | Đoạt giải |
| 2007 | Girls' Generation    | Nghệ sĩ mới xuất sắc             | Đoạt giải |
| 2009 | "Gee"                | Daesang kĩ thuật số              | Đoạt giải |
| 2009 | "Gee"                | Bonsang kĩ thuật số              | Đoạt giải |
| 2009 | Girls' Generation    | Nghệ sĩ được yêu mến             | Đề cử     |
| 2010 | GIrls' Generation    | Popularity Award                 | Đoạt giải |
| 2010 | Oh! (Album)          | Bonsang đĩa nhạc                 | Đoạt giải |
| 2010 | Oh! (Album)          | Daesang đĩa nhạc                 | Đoạt giải |
| 2010 | Oh!                  | Bonsang kĩ thuật số              | Đề cử     |
| 2010 | "Run Devil Run"      | Bonsang kĩ thuật số              | Đề cử     |
| 2012 | "The Boys"           | Digital Bonsang Award            | Đoạt giải |
| 2012 | "The Boys"           | Daesang kĩ thuật số              | Đoạt giải |
| 2012 | Girls' Generation    | Nghệ sĩ được yêu mến             | Đề cử     |
| 2013 | Twinkle              | Bonsang Album                    | Đề cử     |
| 2013 | Twinkle              | Bonsang kĩ thuật số              | Đề cử     |
| 2013 | Girls Generation-TTS | Nghệ sĩ được yêu mến             | Đề cử     |
| 2014 | I Got a Boy          | Bonsang kĩ thuật số              | Đề cử     |
| 2014 | I Got a Boy          | Bonsang Album                    | Đoạt giải |
| 2014 | SNSD                 | Nghệ sĩ được yêu thích           | Đoạt giải |
| 2015 | Mr.Mr.               | Bonsang Album                    | Đoạt giải |
| 2015 | Holler               | Bonsang Album                    | Đoạt giải |
| 2015 | SNSD                 | Nghệ sĩ được yêu thích           | Đoạt giải |
| 2016 | Lion Heart           | Bonsang kĩ thuật số              | Đoạt giải |
| 2016 | I - Tae Yeon         | Bonsang kĩ thuật số              | Đoạt giải |
| 2016 | Tae Yeon             | Nghệ sĩ nữ xuất sắc nhất (iQIYI) | Đoạt giải |
| 2017 | Rain - Tae Yeon      | Bonsang Album                    | Đoạt giải |
| 2018 | My Voice - Tae Yeon  | Bonsang Album                    | Đoạt giải |
| 2018 | Holiday Night        | Bonsang Album                    | Đoạt giải |
| 2018 | Fine - Tae Yeon      | Bonsang kĩ thuật số              | Đề cử     |

### Melon Music Awards
| Năm  | Đề cử             | Giải thưởng                    | Kết quả   |
| 2009 | Girls' Generation | Top 10                         | Đoạt giải |
| 2009 | Girls' Generation | Nghệ sĩ của năm                | Đoạt giải |
| 2009 | Girls' Generation | Radio                          | Đoạt giải |
| 2009 | Girls' Generation | Âm nhạc điện thoại của năm     | Đoạt giải |
| 2009 | Girls' Generation | Ngôi sao của năm               | Đề cử     |
| 2009 | Girls' Generation | MANIA                          | Đề cử     |
| 2009 | "Gee"             | Ca khúc của năm                | Đoạt giải |
| 2009 | "Gee"             | Odyssey                        | Đoạt giải |
| 2010 | Girls' Generation | Top 10                         | Đoạt giải |
| 2010 | Girls' Generation | Nghệ sĩ của năm                | Đoạt giải |
| 2010 | Girls' Generation | Ca sĩ đẹp nhất                 | Đoạt giải |
| 2010 | Oh!               | Album của năm                  | Đề cử     |
| 2010 | "Oh!"             | Ca khúc của năm                | Đề cử     |
| 2010 | "Oh!"             | Ca khúc phổ biến trên Internet | Đề cử     |
| 2010 | "Oh!"             | MV của năm                     | Đề cử     |
| 2010 | "Run Devil Run"   | Ca khúc của năm                | Đề cử     |
| 2010 | "Run Devil Run"   | Ca khúc phổ biến trên Internet | Đề cử     |
| 2010 | "Hoot"            | Ca khúc phổ biến trên Internet | Đề cử     |
| 2010 | "Hoot"            | Khuynh hướng mới               | Đoạt giải |
| 2011 | Girls' Generation | Nghệ sĩ toàn cầu               | Đoạt giải |
| 2011 | "The Boys"        | Giải được Netizen yêu mến      | Đề cử     |
| 2012 | Twinkle(TTS)      | Top 10 nghệ sĩ chiến thắng     | Đề cử     |
| 2013 | Girls' Generation | Top 10 nghệ sĩ chiến thắng     | Đoạt giải |
| 2015 | Girls' Generation | Top 10 nghệ sĩ chiến thắng     | Đoạt giải |

### Seoul Music Awards
| Năm  | Đề cử             | Giải thưởng               | Kết quả   |
| 2008 | SNSD              | Nghệ sĩ mới xuất sắc nhất | Đoạt giải |
| 2008 | SNSD              | High1                     | Đoạt giải |
| 2008 | SNSD              | Nghệ sĩ được yêu mến      | Đề cử     |
| 2010 | "Gee"             | Giải Bonsang              | Đoạt giải |
| 2010 | "Gee"             | Âm nhạc kĩ thuật số       | Đoạt giải |
| 2010 | "Gee"             | Giải Daesang              | Đoạt giải |
| 2010 | "Gee"             | Nghệ sĩ được yêu mến      | Đề cử     |
| 2011 | SNSD              | Nghệ sĩ dẫn đầu Hallyu    | Đề cử     |
| 2011 | SNSD              | Nghệ sĩ được yêu mến      | Đoạt giải |
| 2011 | The Boys          | Giải Bonsang              | Đề cử     |
| 2011 | The Boys          | Giải Daesang              | Đoạt giải |
| 2012 | Twinkle           | Giải Bonsang              | Đề cử     |
| 2012 | Twinkle           | Nghệ sĩ được yêu mến      | Đề cử     |
| 2013 | I GOT A BOY       | Giải Bonsang              | Đề cử     |
| 2013 | I GOT A BOY       | Nghệ sĩ được yêu mến      | Đề cử     |
| 2014 | GIrls' Generation | Giải Bonsang              |           |

### Annual Korean Entertainment Arts Awards
| Lần thứ | Năm  | Đề cử             | Giải thưởng               | Kết quả   |
| 14      | 2007 | Girls' Generation | Nhóm nhạc nữ mới xuất sắc | Đoạt giải |
| 15      | 2008 | Girls' Generation | Nhóm nhạc nữ xuất sắc     | Đoạt giải |
| 16      | 2010 | Girls' Generation | Nhóm nhạc nữ xuất sắc     | Đoạt giải |

Lưu ý Giải thưởng The Annual Korean Entertainment Arts không được tổ chức vào năm 2009, vì chuẩn bị 2 show diễn vào 2010; một buổi lễ vào tháng 1 dành cho người chiến thắng năm 2009, và 23 tháng 10 dành cho người chiến thắng năm 2010.

### Korean Music Awards
| Lần thứ | Năm  | Đề cử             | Giải thưởng                            | Kết quả   |
| 7       | 2010 | "Gee"             | Ca khúc của năm                        | Đoạt giải |
| 7       | 2010 | Girls' Generation | Nhóm nhạc của năm do Netizen bình chọn | Đoạt giải |

### Japan Gold Disc Award
| Năm  | Đề cử / Tác phẩm       | Giải thưởng                          | Kết quả   |
| ---- | ---------------------- | ------------------------------------ | --------- |
| 2011 | Girls' Generation      | 5 nghệ sĩ xuất sắc nhất (trong nước) | Đoạt giải |
| 2011 | Girls' Generation      | Nghệ sĩ mới của năm (trong nước)     | Đoạt giải |
| 2012 | Girls' Generation      | Album của năm (châu Á)               | Đoạt giải |
| 2012 | Girls' Generation      | 3 Albums xuất sắc nhất (châu Á)      | Đoạt giải |
| 2013 | "Paparazzi"            | Ca khúc tải nhiều nhất năm (châu Á)  | Đoạt giải |
| 2013 | The 1st Japan Tour DVD | Best Music Video (Asia)              | Đoạt giải |

### Japan Record Awards
| Lần thứ | Năm  | Đề cử             | Giải thưởng               | Kết quả   |
| 52      | 2010 | Girls' Generation | Nghệ sĩ mới               | Đoạt giải |
| 52      | 2010 | Girls' Generation | Nghệ sĩ mới xuất sắc nhất | Đề cử     |

### Billboard Japan Music Awards
| Năm  | Đề cử / Tác phẩm  | Giải thưởng                        | Kết quả |
| ---- | ----------------- | ---------------------------------- | ------- |
| 2010 | Girls' Generation | Nghệ sĩ nhạc pop xuất sắc năm 2010 | Đề cử   |
| 2012 | Girls' Generation | Nghệ sĩ nhạc pop hàng đầu 2012     | Đề cử   |

### Space Shower Music Video Awards
| Năm  | Đề cử   | Giải thưởng                   | Kết quả   |
| 2011 | "Genie" | Music Video nhạc pop xuất sắc | Đoạt giải |

### MTV Video Music Awards Japan
| Năm  | Đề cử             | Giải thưởng               | Kết quả   |
| 2011 | "Genie"           | Video xuất sắc nhất       | Đoạt giải |
| 2011 | "Genie"           | Video của năm             | Đề cử     |
| 2011 | "Genie"           | Ca khúc Karaoke! xuất sắc | Đoạt giải |
| 2012 | "Mr. Taxi"        | Video của năm             | Đề cử     |
| 2012 | Girls' Generation | Album của năm             | Đoạt giải |

### Mnet Asian Music Awards(MAMA)
| Năm  | Đề cử                   | Giải thưởng                                    | Kết quả   |
| 2007 | Girls' Generation       | Nhóm nhạc mới xuất sắc nhất                    | Đề cử     |
| 2007 | Girls' Generation       | Nghệ sĩ của năm                                | Đề cử     |
| 2007 | Girls' Generation       | Giải thưởng nghệ sĩ yêu mến của Netizen        | Đề cử     |
| 2007 | Girls' Generation       | Giải MNet.com                                  | Đề cử     |
| 2007 | Girls' Generation       | Nghệ sĩ của năm                                | Đề cử     |
| 2007 | Girls' Generation       | Giải phổ biến trên điện thoại                  | Đề cử     |
| 2007 | Girls' Generation       | Ca khúc của năm                                | Đề cử     |
| 2008 | Girls' Generation       | Nhóm nhạc nữ xuất sắc nhất                     | Đề cử     |
| 2008 | Girls' Generation       | Nghệ sĩ của năm                                | Đề cử     |
| 2008 | Girls' Generation       | Giải thưởng nghệ sĩ yêu mến của Netizen        | Đề cử     |
| 2008 | Girls' Generation       | Giải đánh giá phong cách                       | Đề cử     |
| 2008 | "Kissing You"           | Ca khúc của năm                                | Đề cử     |
| 2008 | "Kissing You"           | Vũ đạo xuất sắc                                | Đề cử     |
| 2008 | "Kissing You"           | Giải phổ biến trên điện thoại                  | Đề cử     |
| 2009 | Girls' Generation       | Nhóm nhạc nữ xuất sắc nhất                     | Đề cử     |
| 2009 | Girls' Generation       | Nghệ sĩ của năm                                | Đề cử     |
| 2009 | Girls' Generation       | Giải nghệ sĩ yêu mến của CGV                   | Đề cử     |
| 2009 | "Gee"                   | Giải phổ biến trên điện thoại                  | Đề cử     |
| 2009 | "Gee"                   | Giải người xem ngoài nước                      | Đề cử     |
| 2009 | "Gee"                   | Ca khúc của năm                                | Đề cử     |
| 2009 | "Gee"                   | Vũ đạo xuất sắc                                | Đề cử     |
| 2010 | Girls' Generation       | Giải nhóm nhạc nữ                              | Đề cử     |
| 2010 | Girls' Generation       | Giải The Shilla Duty Free Asian Wave           | Đề cử     |
| 2010 | Girls' Generation       | Nghệ sĩ của năm                                | Đề cử     |
| 2011 | Girls' Generation       | Trình diễn vũ đạo xuất sắc nhất – nhóm nhạc nữ | Đề cử     |
| 2011 | Girls' Generation       | Nhóm nhạc nữ xuất sắc nhất                     | Đoạt giải |
| 2011 | Girls' Generation       | Nghệ sĩ của năm                                | Đoạt giải |
| 2011 | "The Boys"              | Ca khúc của năm                                | Đề cử     |
| 2011 | "The Boys"              | Album của năm                                  | Đề cử     |
| 2012 | Girls' Generation (TTS) | Nhóm nhạc nữ xuất sắc nhất                     | Đề cử     |
| 2012 | Girls' Generation (TTS) | Nhóm nhạc quốc tế xuất sắc (Nữ)                | Đề cử     |
| 2012 | Girls' Generation (TTS) | Nghệ sĩ của năm                                | Đề cử     |
| 2013 | Girls' Generation       | Nhóm nhạc nữ xuất sắc nhất                     | Đoạt giải |
| 2013 | Girls' Generation       | Nghệ sĩ của năm                                | Đề cử     |
| 2013 | Girls' Generation       | Trình diễn vũ đạo xuất sắc nhất – Nhóm nữ      | Đề cử     |
| 2013 | "I Got a Boy"           | BC – UnionPay ca khúc của năm                  | Đề cử     |

|      | Girls' Generatiom | Nghệ sĩ của năm            | Đề cử |
|      | Mr.Mr             | Album của năm              | Để cử |
| 2014 | Girls' Generation | Nhóm nhạc nữ xuất sắc nhất | Đề cử |
|      | TaeTiSeo-Holler   | MV xuất sắc nhất           | Đề cử |

|      | TaeTiSEo          | Nghệ sĩ nữ được fan yêu thích nhất | Đoạt giải |
| ---- | ----------------- | ---------------------------------- | --------- |
| 2015 | Girls' Generation | Nhóm nhạc nữ xuất sắc nhất         | Đoạt giải |
|      | Kim TaeYeon       | Nghệ sĩ nữ xuất sắc nhất           | Đoạt giải |
|      |                   |                                    |           |

Lưu ý: Girls' Generation không tham gia MAMA từ nằm 2008 đến năm 2010 vì tranh chấp giữa SMEnt và Mnet; đồng thời cũng không tham gia vào các chương trình truyền hình được sản xuất bới Mnet cùng với các nghệ sĩ chung công ty. Tuy nhiên, đến ngày 20/1/2011, nhóm nhạc TVXQ đã được trình diễn trên Mnet với bài hát Keep Your Head Down, nên có thể Girls' Generation cũng sẽ tham gia trình diễn các ca khúc được phát hành sau này.
Lưu ý: Trước 2009, Mnet Asian Music Awards được gọi là Mnet Korean Music Festival.

### Mnet 20's Choice Awards
| Year | Nominated work                             | Award                   | Result    |
| ---- | ------------------------------------------ | ----------------------- | --------- |
| 2008 | "Kissing You"                              | Hot Sweet Music         | Đoạt giải |
| 2008 | "Kissing You"                              | Hot Online Song         | Đề cử     |
| 2009 | Marine Look From Tell Me Your Wish (Genie) | Hot Girl Group Style    | Đề cử     |
| 2009 | Hot Pants From "Tell Me Your Wish (Genie)" | Hot Girl Group Style    | Đề cử     |
| 2009 | "Gee"                                      | Hot Online Song         | Đề cử     |
| 2009 | Girls' Generation                          | Hot Performance         | Đề cử     |
| 2011 | Girls' Generation                          | Hot Hallyu Star         | Đề cử     |
| 2012 | Girls' Generation                          | Ngôi sao toàn cầu       | Đề cử     |
| 2012 | Girls' Generation(TTS)                     | Nhạc hợp thời đại nhất  | Đoạt giải |
| 2013 | Girls' Generation                          | Màn trình diễn xuất sắc | Đề cử     |
| 2013 | "I Got a Boy"                              | Nhạc online hay nhất    | Đề cử     |

Chú ý: Girls' Generation không tham dự lễ trao giải M.net 20's Choice năm 2009, do xảy ra mâu thuẫn giữa nhãn hiệu của SM và MNet; họ cũng không tham gia các sự kiện và chương trình của MNet, như các công ty khác.

### Gaon Chart
| Năm  | Đề cử             | Giải thưởng           | Kết quả   |
| ---- | ----------------- | --------------------- | --------- |
| 2010 | "Gee"             | Giải nhạc kĩ thuật số | Đoạt giải |
| 2012 | The Boys          | Album của năm         | Đoạt giải |
| 2012 | Girls' Generation | Ca sĩ Oricon Hallyu   | Đoạt giải |
| 2013 | Twinkle           | Album của năm         | Đoạt giải |
| 2013 | Twinkle           | Ca khúc của năm       | Đoạt giải |

### Yahoo!Asian Buzz Awards
| Năm  | Đề cử               | Giải thưởng                          | Kết quả   |
| ---- | ------------------- | ------------------------------------ | --------- |
| 2009 | Girls' Generation   | Top Buzz Star:Female Singer Category | Đoạt giải |
| 2010 | Girls' Generation   | Top Buzz Star:Female Singer Category | Đoạt giải |
| 2010 | "Run Devil Run M/V" | Top Buzz Music Video                 | Đề cử     |
| 2010 | "Gee M/V"           | Top Buzz Music Video                 | Đề cử     |
| 2010 | "Oh! M/V"           | Top Buzz Music Video                 | Đoạt giải |

### Nickelodeon KoreaKids Choice Awards
| Năm  | Đề cử             | Giải thưởng                    | Kết quả   |
| ---- | ----------------- | ------------------------------ | --------- |
| 2009 | Girls' Generation | Nữ nghệ sĩ được yêu thích nhất | Đoạt giải |
| 2010 | Girls' Generation | Nữ nghệ sĩ được yêu thích nhất | Đoạt giải |
| 2011 | Girls' Generation | Nữ nghệ sĩ được yêu thích nhất | Đề cử     |
| 2012 | Girls' Generation | Nữ nghệ sĩ được yêu thích nhất | Đề cử     |
| 2013 | Girls' Generation | Nữ nghệ sĩ được yêu thích nhất | Đoạt giải |

### KBS Music Festival
| Năm  | Đề cử cho | Giải             | Kết quả   |
| ---- | --------- | ---------------- | --------- |
| 2009 | "Gee"     | Song Of The Year | Đề cử     |
| 2010 | "Oh!"     | Song Of The Year | Đoạt giải |

## Giải thưởng khác
| Năm                                          | Giải thưởng                           | Đề cử             | Kết quả   |
| -------------------------------------------- | ------------------------------------- | ----------------- | --------- |
| 2008 MTV Asian Music Awards                  |                                       |                   |           |
| 2008                                         | Nghệ sĩ Hàn Quốc xuất sắc             | Girls' Generation | Đề cử     |
| Incheon Culture Day Ceremony                 |                                       |                   |           |
| 2009                                         | Giải nghệ sĩ trẻ                      | Girls' Generation | Đoạt giải |
| 17th Korean Cultural Entertainment Awards    |                                       |                   |           |
| 2009                                         | Nghệ sĩ Daesang                       | Girls' Generation | Đoạt giải |
| Congress Daesang Ceremony Award              |                                       |                   |           |
| 2009                                         | Giải nhạc Pop                         | Girls' Generation | Đoạt giải |
| 2009 MBC Entertainment Awards                |                                       |                   |           |
| 2009                                         | Giải đặc biệt(ca sĩ xuất sắc)         | Girls' Generation | Đoạt giải |
| Korean Ministry of Culture and Tourism       |                                       |                   |           |
| 2010                                         | Giải Content Industry (Special Honor) | Girls' Generation | Đoạt giải |
| 22nd Korea PD Awards                         |                                       |                   |           |
| 2010                                         | Giải ca sĩ                            | Girls' Generation | Won       |
| 37th Korean Broadcasting Awards              |                                       |                   |           |
| 2010                                         | Giải ca sĩ xuất sắc                   | Girls' Generation | Đoạt giải |
| 2010 Korea Advertising Awards                |                                       |                   |           |
| 2010                                         | Giải người mẫu quảng cáo xuất sắc     | Girls' Generation | Đoạt giải |
| The 26th Anuual Korea Best Dresser           |                                       |                   |           |
| 2010                                         | Giải trang phục ca sĩ                 | Girls' Generation | Đề cử     |
| 2nd Korean Wave Industry Award               |                                       |                   |           |
| 2010                                         | Giải văn hoá Pop                      | Girls' Generation | Đoạt giải |
| 2010 Proud Korean Awards                     |                                       |                   |           |
| 2010                                         | Thể loại nghệ thuật                   | Girls' Generation | Đoạt giải |
| BIGLOBE Music Awards                         |                                       |                   |           |
| 2010                                         | Đĩa đơn xuất sắc                      | "Gee"             | Đoạt giải |
| Taiwan KKBOX Awards                          |                                       |                   |           |
| 2011                                         | Album của năm                         | Run Devil Run     | Đoạt giải |
| The 1st Brazil's J-Station Music Awards      |                                       |                   |           |
| 2011                                         | Nghệ sĩ Hàn xuất sắc                  | Girls' Generation | Đoạt giải |
| 2010 Daum Life On Awards                     |                                       |                   |           |
| 2011                                         | Music Video của năm                   | "Oh!"             | Đoạt giải |
| Myx Music Awards                             |                                       |                   |           |
| 2011                                         | Giải video K-POP được yêu thích       | Girls' Generation | Đề cử     |
| 6th Asia Model Festival Awards               |                                       |                   |           |
| 2011                                         | Giải ngôi sao châu Á                  | Girls' Generation | Đoạt giải |
| 2nd Korea Republic Seoul Cultural Art Awards |                                       |                   |           |
| 2011                                         | Giải nhạc Pop                         | Girls' Generation | Đoạt giải |

## Chương trình âm nhạc
Đây là bộ sưu tập chiến thắng của Girls' Generation trên các chương trình âm nhạc Hàn Quốc. Inkigayo phát sóng trên SBS, M! Countdown trên truyền hình cáp của Mnet, và Music Bank trên KBS.

### The Show
| Năm  | Ngày       | Bài hát      |
| ---- | ---------- | ------------ |
| 2015 | 14 tháng 7 | "PARTY"      |
| 2015 | 26 tháng 8 | "Lion Heart" |

### Show Champion
| Năm  | Ngày       | Bài hát      |
| ---- | ---------- | ------------ |
| 2014 | 12 tháng 3 | "Mr.Mr"      |
| 2014 | 19 tháng 3 | "Mr.Mr"      |
| 2015 | 15 tháng 7 | "PARTY"      |
| 2015 | 26 tháng 8 | "Lion Heart" |

### M Countdown
| Năm  | Ngày        | Bài hát              |
| ---- | ----------- | -------------------- |
| 2007 | 11 tháng 10 | "Into The New World" |
| 2007 | 6 tháng 12  | "Girls' Generation"  |
| 2007 | 20 tháng 12 | "Girls' Generation"  |
| 2008 | 14 tháng 2  | "Kissing You"        |
| 2008 | 28 tháng 2  | "Kissing You"        |
| 2008 | 10 tháng 4  | "Baby Baby"          |
| 2011 | 27 tháng 10 | "The Boys"           |
| 2011 | 3 tháng 11  | "The Boys"           |
| 2011 | 10 tháng 11 | "The Boys"           |
| 2013 | 10 tháng 1  | "I GOT A BOY"        |
| 2013 | 17 tháng 1  | "I GOT A BOY"        |
| 2013 | 24 tháng 1  | "I GOT A BOY"        |
| 2014 | 6 tháng 3   | "Mr.Mr."             |
| 2014 | 13 tháng 3  | "Mr.Mr."             |
| 2015 | 16 tháng 7  | "PARTY"              |
| 2015 | 27 tháng 8  | "Lion Heart"         |
| 2015 | 3 tháng 9   | "Lion Heart"         |
| 2015 | 10 tháng 9  | "Lion Heart"         |

### Music Bank
| Năm  | Ngày        | Bài hát         |
| ---- | ----------- | --------------- |
| 2008 | 29 tháng 2  | "Kissing You"   |
| 2009 | 16 tháng 1  | "Gee"           |
| 2009 | 23 tháng 1  | "Gee"           |
| 2009 | 30 tháng 1  | "Gee"           |
| 2009 | 6 tháng 2   | "Gee"           |
| 2009 | 13 tháng 2  | "Gee"           |
| 2009 | 20 tháng 2  | "Gee"           |
| 2009 | 27 tháng 2  | "Gee"           |
| 2009 | 6 tháng 3   | "Gee"           |
| 2009 | 13 tháng 3  | "Gee"           |
| 2009 | 26 tháng 6  | "Gee"           |
| 2009 | 26 tháng 12 | "Gee"           |
| 2009 | 10 tháng 7  | "Genie"         |
| 2010 | 5 tháng 2   | "Oh!"           |
| 2010 | 12 tháng 2  | "Oh!"           |
| 2010 | 19 tháng 2  | "Oh!"           |
| 2010 | 26 tháng 2  | "Oh!"           |
| 2010 | 5 tháng 3   | "Oh!"           |
| 2010 | 25 tháng 6  | "Oh!"           |
| 2010 | 17 tháng 12 | "Oh!"           |
| 2010 | 2 tháng 4   | "Run Devil Run" |
| 2010 | 9 tháng 4   | "Run Devil Run" |
| 2010 | 5 tháng 11  | "Hoot"          |
| 2010 | 12 tháng 11 | "Hoot"          |
| 2010 | 19 tháng 11 | "Hoot"          |
| 2010 | 26 tháng 11 | "Hoot"          |
| 2010 | 3 tháng 12  | "Hoot"          |
| 2011 | 28 tháng 10 | "The Boys"      |
| 2011 | 4 tháng 11  | "The Boys"      |
| 2011 | 11 tháng 11 | "The Boys"      |
| 2011 | 18 tháng 11 | "The Boys"      |
| 2011 | 25 tháng 11 | "The Boys"      |
| 2011 | 2 tháng 12  | "The Boys"      |
| 2013 | 11 tháng 1  | "I GOT A BOY"   |
| 2013 | 18 tháng 1  | "I GOT A BOY"   |
| 2013 | 25 tháng 1  | "I GOT A BOY"   |
| 2014 | 14 tháng 3  | "Mr.Mr"         |
| 2015 | 17 tháng 7  | "PARTY"         |
| 2015 | 28 tháng 8  | "Lion Heart"    |
| 2015 | 4 tháng 9   | "Lion Heart"    |
| 2015 | 11 tháng 9  | "Lion Heart"    |
| 2015 | 18 tháng 9  | "Lion Heart"    |

### Show! Music Core
| Năm  | Ngày       | Bài hát      |
| ---- | ---------- | ------------ |
| 2014 | 15 tháng 3 | "Mr.Mr"      |
| 2014 | 22 tháng 3 | "Mr.Mr"      |
| 2015 | 18 tháng 7 | "PARTY"      |
| 2015 | 29 tháng 8 | "Lion Heart" |
| 2015 | 19 tháng 9 | "Lion Heart" |

### Inkigayo
| Năm  | Ngày        | Bài hát             |
| ---- | ----------- | ------------------- |
| 2007 | 25 tháng 11 | "Girls' Generation" |
| 2007 | 2 tháng 12  | "Girls' Generation" |
| 2008 | 3 tháng 2   | "Kissing You"       |
| 2008 | 17 tháng 2  | "Kissing You"       |
| 2009 | 18 tháng 1  | "Gee"               |
| 2009 | 1 tháng 2   | "Gee"               |
| 2009 | 8 tháng 2   | "Gee"               |
| 2009 | 12 tháng 7  | "Genie"             |
| 2009 | 19 tháng 7  | "Genie"             |
| 2010 | 14 tháng 2  | "Oh!"               |
| 2010 | 21 tháng 2  | "Oh!"               |
| 2010 | 28 tháng 2  | "Oh!"               |
| 2010 | 4 tháng 4   | "Run Devil Run"     |
| 2010 | 11 tháng 4  | "Run Devil Run"     |
| 2010 | 7 tháng 11  | "Hoot"              |
| 2010 | 21 tháng 11 | "Hoot"              |
| 2010 | 28 tháng 11 | "Hoot"              |
| 2011 | 30 tháng 10 | "The Boys"          |
| 2011 | 6 tháng 11  | "The Boys"          |
| 2011 | 13 tháng 11 | "The Boys"          |
| 2014 | 9 tháng 3   | "Mr.Mr"             |
| 2014 | 23 tháng 3  | "Mr.Mr"             |
| 2015 | 19 tháng 7  | "PARTY"             |
| 2015 | 26 tháng 7  | "PARTY"             |
| 2015 | 30 tháng 8  | "Lion Heart"        |
| 2015 | 6 tháng 9   | "Lion Heart"        |
| 2015 | 13 tháng 9  | "Lion Heart"        |